# Georg Schories
Georg Schories, auch George Shories (* 9. Januar 1874 in Berlin; † 2. Dezember 1934 ebenda), war ein deutscher Schachspieler und Problemkomponist. Nach jahrzehntelangem Aufenthalt in England kehrte er nach dem Ersten Weltkrieg nach Deutschland zurück und gehörte seither zu den stärksten Berliner Meistern. 

## Deutsch-englischer Lebensweg
Von Schories heißt es, dass er als Schachspieler „zu hervorragenden Leistungen berufen war, aber infolge widriger Lebensumstände nicht zur letzten, harmonischen Entfaltung gelangen konnte“. Sein wechselvolles Leben führte ihn, ursprünglich in Ausübung des Schneiderhandwerks, über Paris nach England, wo er seinen ständigen Wohnsitz nahm. In seiner Londoner Zeit hatte er seinen Namen „verenglischt“. Während des Ersten Weltkrieges wurde er als deutscher Staatsangehöriger interniert. Diese schmerzliche Erfahrung gab für ihn offensichtlich den Ausschlag, nach Kriegsende im reiferen Alter seine Wahlheimat zu verlassen und nach Berlin zurückzukehren.

## Schachliche Leistungen
In seiner englischen Zeit beteiligte sich Schories an verschiedenen Turnieren. Seinen Durchbruch erzielte er aber bei einem Besuch in Deutschland. Im Jahr 1905 gewann S(c)hories beim internationalen Schachkongress von Barmen das „Hauptturnier B“ durch einen Stichkampf gegen Savielly Tartakower. Dafür wurde er mit der Meisterwürde des Deutschen Schachbundes ausgezeichnet. An diesen Erfolg sollte er später nie mehr in vollem Umfang anknüpfen. Beim internationalen Turnier von Scheveningen 1905 kam er auf den geteilten 9./10. Platz. Ebenso belegte er im Meisterturnier von Ostende 1907 mit 12,5 Punkten (11:14, =3) einen Platz im hinteren Mittelfeld.
Im Jahr 1912 behielt Schories während einer Irland-Reise in Portadown in einem Wettkampf gegen John O’Hanlon, der (seit 1902) Meister von Ulster war und später neunmal die irische Meisterschaft errang, mit einem Ergebnis von 11:7 und einem Remis die Oberhand. Ferner gewann Schories 1914 ein Turnier in Belfast, wo er in elf Partien nur ein Remis abgab.
Zurück in Deutschland gehörte Schories in den 1920er Jahren zu den angesehenen Berliner Meistern, auch wenn er anders als Friedrich Sämisch nicht an größeren internationalen Turnieren mitwirkte. Anerkennung trugen ihm ferner auch seine – allerdings nur in geringer Zahl – veröffentlichten Schachprobleme ein.
Bei der ersten deutschen Nachkriegsmeisterschaft 1921 in Hamburg, die Ehrhardt Post gewann, landete Schories auf dem 5./7. Platz. Beim doppelrundig ausgetragenen  Wiesbadener Viermeisterturnier 1925 wurde er Dritter hinter Max Euwe und Rudolf Spielmann, den vierten Platz nahm Sämisch ein. Von den wenigen Turnieren, an denen er in späteren Jahren mitspielte, ist die erste Meisterschaft des neu gegründeten Großdeutschen Schachbundes 1933 in Bad Pyrmont hervorzuheben. Als ältester Teilnehmer belegte Schories den vorletzten Platz.
Im folgenden Jahr starb der Berliner Meister nach schwerer Krankheit im Alter von 60 Jahren.